# محمد سلطانی
محمد سلطانی (زادهٔ ۱۳۳۳) نمایندهٔ حوزهٔ انتخابیهٔ خدابنده در دورهٔ هفتم مجلس شورای اسلامی بوده‌است..